# OneShot
OneShot è un videogioco rompicapo e d'avventura indie sviluppato da Little Cat Feet e pubblicato da Degica. Basato su una versione gratuita del 2014, è stato pubblicato su Steam l'8 dicembre 2016. Il gioco si basa su concetti metafisici, che sono stati descritti dagli sviluppatori come "il mondo sa che esisti". Ciò influisce sulla storia del gioco, che descrive il giocatore come un personaggio separato da Niko, il protagonista. OneShot ha ricevuto recensioni positive, la maggior parte delle quali si è concentrata sui suoi aspetti narrativi e sulla sua costante rottura della quarta parete.

## Trama
La trama del gioco inizia con una piccola persona con le sembianze di un gatto, Niko, che si sveglia in un mondo sconosciuto e oscuro. Interagisce con un computer, che indirizza il giocatore al suo nome effettivo (derivato dal nome di accesso del computer) tramite una finestra di dialogo posta all'esterno della finestra di gioco. Ciò porta Niko a scoprire il sole del mondo, che assume la forma di una lampadina. Niko viene presto reso consapevole della presenza del giocatore e scopre che il giocatore è un dio e sé stesso il "Messia".
La responsabilità di gioco del giocatore come dio è quella di guidare Niko - a tal fine, Niko contatta il giocatore attraverso le opzioni di dialogo. Niko può anche riposare, il che fa chiudere il programma; alla riapertura, viene riprodotta una breve sequenza dei sogni. Sia il giocatore che l'obiettivo finale di Niko sono di portare il sole attraverso le tre aree del mondo e raggiungere una torre centrale. Una volta lì, lo scopo del gioco è quello di posizionare la lampadina sulla cima della torre, restituendo quindi luce al mondo.

## Sviluppo
Il gioco uscì come freeware; tale versione è stata realizzata in un mese e pubblicata online il 30 giugno 2014 dagli sviluppatori Eliza Velasquez e Casey Gu. In un'intervista svolta da PC Gamer, Velasquez ha attribuito l'aspetto di rottura della quarta parete del personaggio Psycho Mantis di Metal Gear Solid come un'influenza primaria. Sia Gu che Velasquez hanno anche citato diverse altre ispirazioni per il loro lavoro, tra cui Hyper Light Drifter, Yume nikki e Il piccolo principe. Dopo essere stato presentato alla GDC, la versione precedente di "rerelease" è stata resa disponibile su Steam due anni dopo, l'8 dicembre 2016.
Il 28 marzo 2017, la versione di Steam è stata aggiornata, con un nuovo percorso finale di "Solstice" che ha risolto alcuni misteri che i giocatori avevano dei contenuti del gioco
.
Il 12 marzo 2020 viene rilasciata la versione DRM-free su itch.io
Il 22 settembre 2022 viene rilasciata la versione console per PS4 Xbox One Nintendo Switch